# Salbohed
Salbohed är en tätort i östra delen av Västerfärnebo distrikt (Västerfärnebo socken) i Sala kommun. Orten genomkorsas av länsvägarna 256 och 771.

## Historik
Salbohed, eller Salbo hed, var mötes- och lägerplatsen till Västmanlands regemente åren 1779–1906. I september 1906, flyttade Västmanlands regemente till sitt nyuppförda kasernetablissement i Västerås och ett 40-tal byggnader kvarlämnades. Större delen av exercisheden förvandlades till åker och ängsmark, medan flertalet byggnader i lägret övergick till att användas som alkoholistanstalt under åren 1916–1922, som Statens uppfostringsanstalt för sinnesslöa Gossar under åren 1922–1949, som Statens skol- och yrkeshem under åren 1949–1984 och sedan 1984 som Salbohedskolan. En minnessten finns rest i det före detta lägret som erinrar om den forna mötes- och lägerplatsen.

## Befolkningsutveckling
| Befolkningsutvecklingen i Salbohed 1950–2020 | Befolkningsutvecklingen i Salbohed 1950–2020 | Befolkningsutvecklingen i Salbohed 1950–2020 | Befolkningsutvecklingen i Salbohed 1950–2020 | Befolkningsutvecklingen i Salbohed 1950–2020 |
| -------------------------------------------- | -------------------------------------------- | -------------------------------------------- | -------------------------------------------- | -------------------------------------------- |
|                                              |                                              |                                              |                                              |                                              |
| År                                           |                                              |                                              | Folkmängd                                    | Areal (ha)                                   |
| 1950                                         | 1950                                         |                                              | 238                                          |                                              |
| 1960                                         | 1960                                         |                                              | 217                                          |                                              |
| 1965                                         | 1965                                         |                                              | 214                                          |                                              |
| 1970                                         | 1970                                         |                                              | 308                                          |                                              |
| 1975                                         | 1975                                         |                                              | 304                                          |                                              |
| 1980                                         | 1980                                         |                                              | 319                                          |                                              |
| 1990                                         | 1990                                         |                                              | 290                                          | 75                                           |
| 1995                                         | 1995                                         |                                              | 292                                          | 76                                           |
| 2000                                         | 2000                                         |                                              | 259                                          | 76                                           |
| 2005                                         | 2005                                         |                                              | 262                                          | 76                                           |
| 2010                                         | 2010                                         |                                              | 259                                          | 75                                           |
| 2015                                         | 2015                                         |                                              | 255                                          | 75                                           |
| 2020                                         | 2020                                         |                                              | 230                                          | 70                                           |
|                                              |                                              |                                              |                                              |                                              |

## Galleri

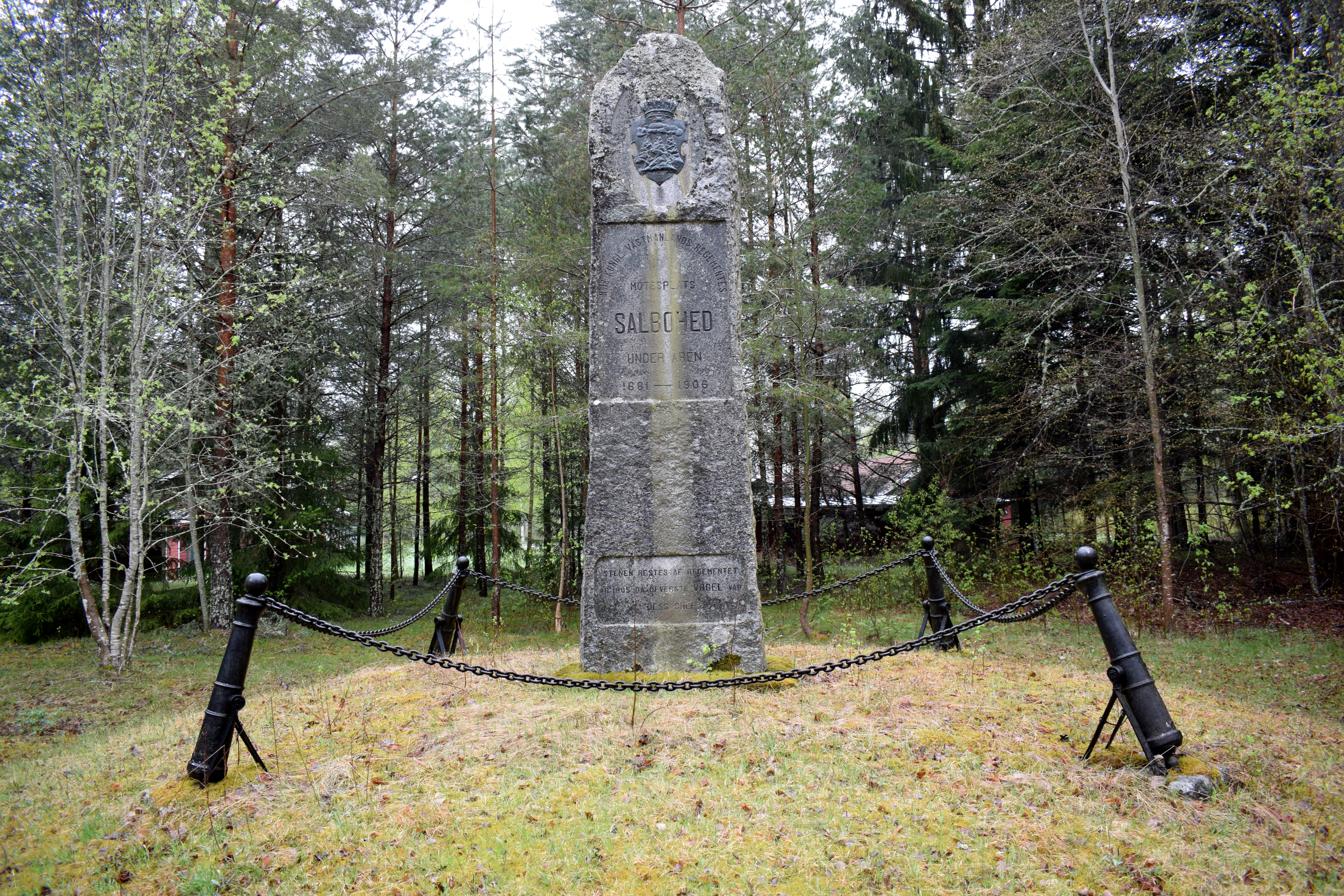
Västmanlands regementes minnessten i Salbohed.
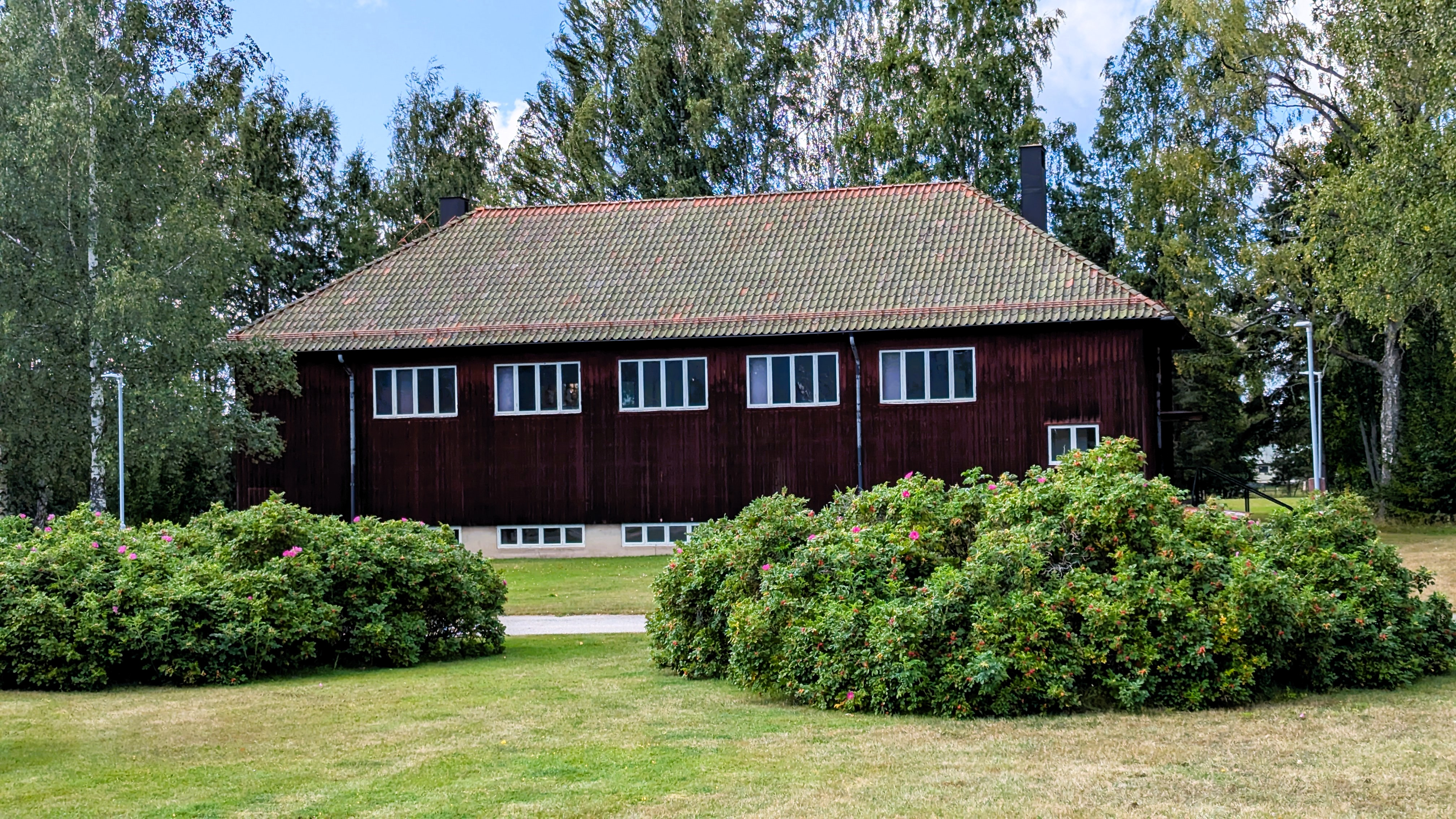
Exercisbyggnad, enda kvarvarande byggnad från tiden som läger, vid mötes- och lägerplatsen i Salbohed.
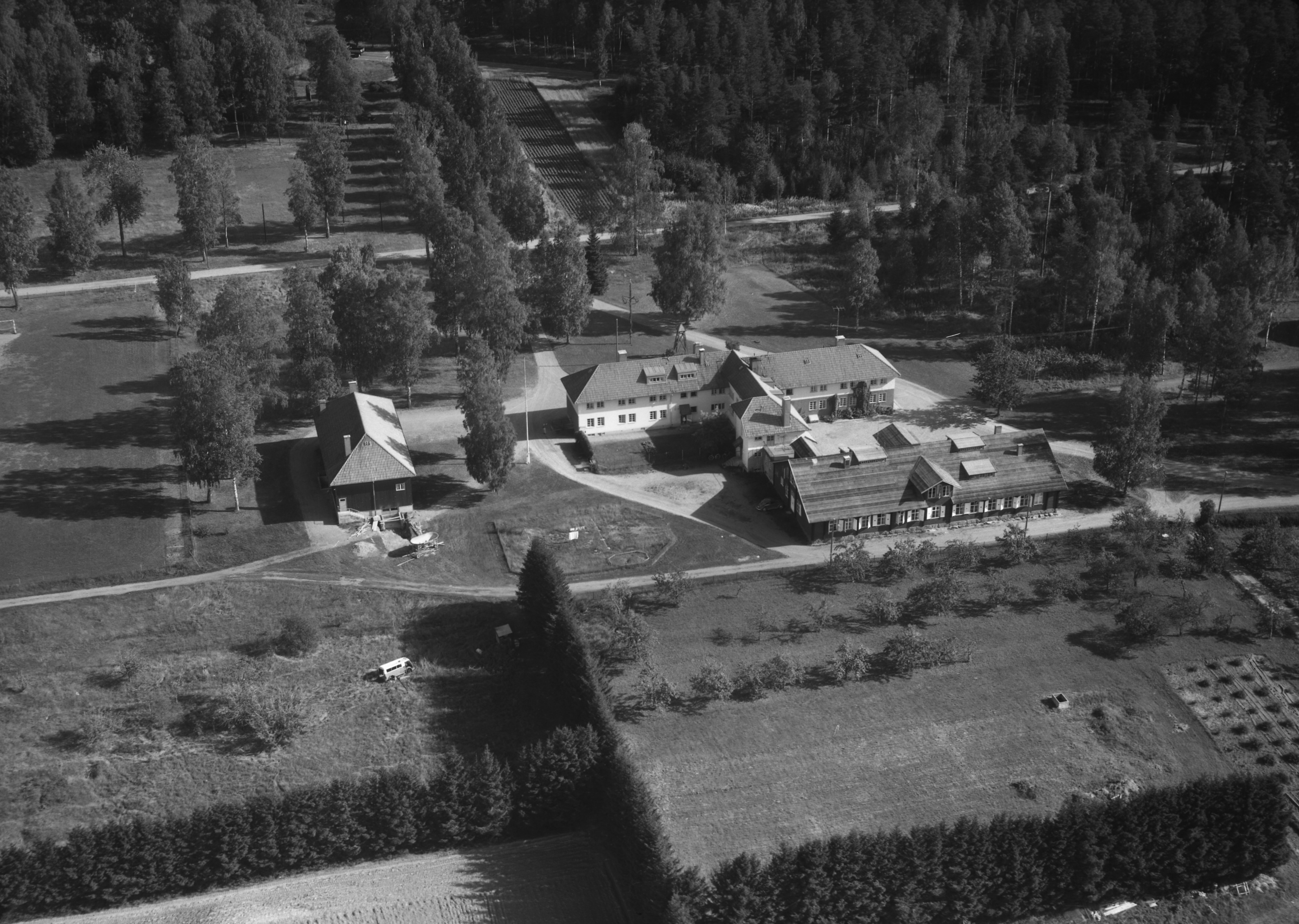
Flygfoto på den före detta mötes- och lägerplatsen i Salbohed.
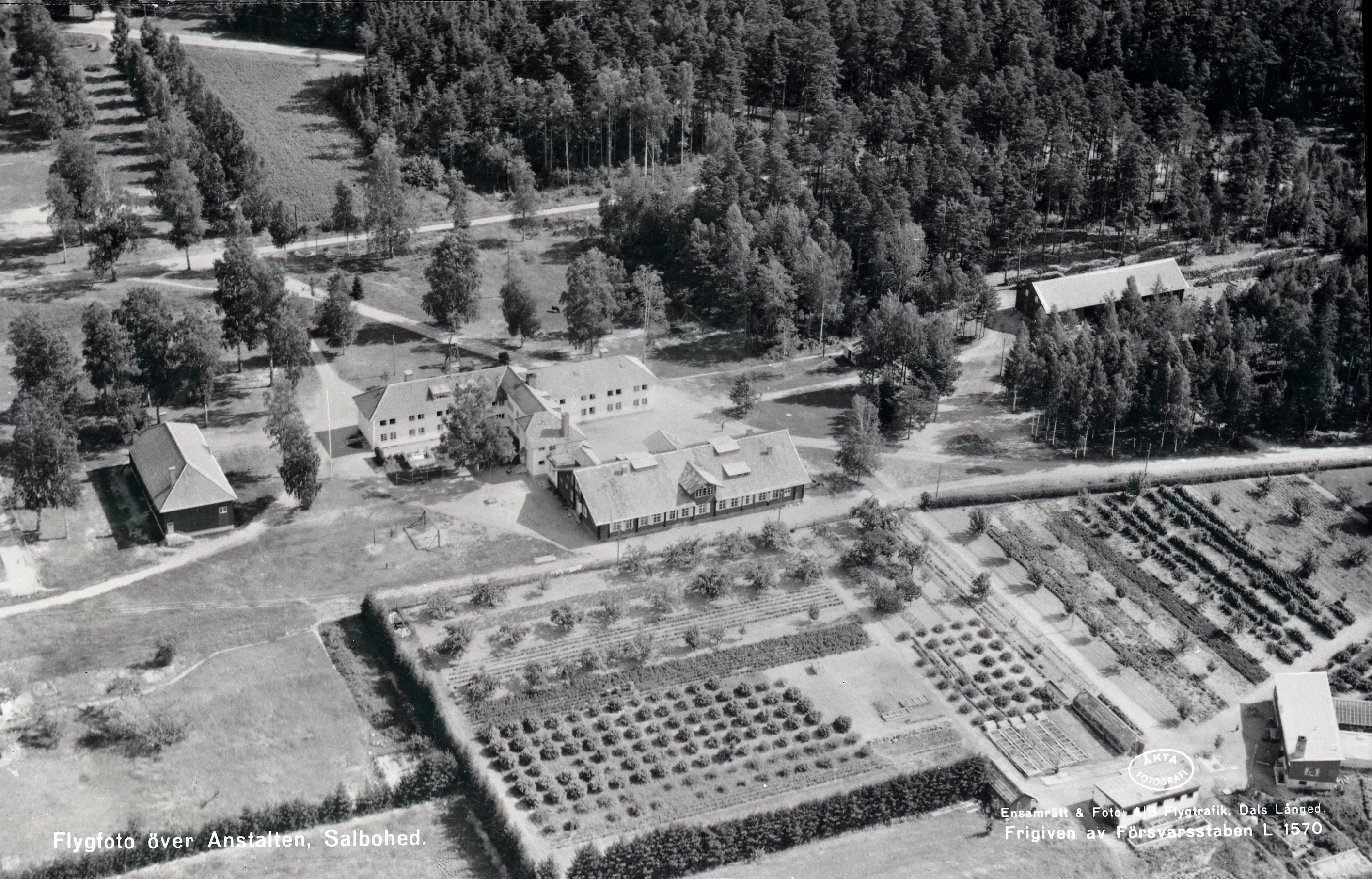
Flygfoto på den före detta mötes- och lägerplatsen i Salbohed.